# 支援費制度
支援費制度（しえんひせいど）とは、身体障害者（児）及び知的障害者（児）が、その必要に応じて市町村から各種の情報提供や適切なサービス選択の為の相談支援を受け、利用するサービスの種類ごとに支援費の支給を受け、事業者との契約に基づいてサービスを利用できる制度。2003年（平成15年）4月に施行され、2006年（平成18年）4月に障害者自立支援法へ移行した。

## 概要
ホームヘルプやデイサービス、ショートステイなどの居宅サービスと、更生施設や療護施設、授産施設などを利用する施設サービスの二本立て。市町村自治事務。
なお、身体障害者福祉法の対象者は、居宅サービスと施設サービスの双方で支援費制度を利用することは可能であるが、児童福祉法の対象者（18歳未満）については、居宅サービスのみの利用となる。（児童福祉法の対象者の施設入所は措置制度として残っている。）

## 理念と問題点
障害者の自己選択・自己決定を前提としたノーマライゼーション実現を目指す、社会福祉基礎構造改革の理念を基に導入された制度であったが、利用者がサービスを利用する際に学校や職場内での利用が出来ない、同送迎の利用が出来ない等、積み残した問題点が多かった。また、精神障害、特定疾患（いわゆる「難病」）・高次機能障害等の疾患及び障害等については、制度の適用外となっていた為、支援費制度を利用できない等の問題があった。更に、措置制度から契約制度への移行によってサービス利用者が急激に増加し、予算の不足が深刻化したことから、施行初年度から早くも介護保険制度との統合の検討も始まっていた。

## その後
この財源問題などの理由により、2005年（平成17年）、障害者自立支援法案が国会に提出された。一時は衆議院で可決され参議院に送付されたものの、同年8月8日の郵政解散により廃案になった。同法案は、9月11日の衆議院選挙後に再提出され（参議院先議）、10月31日に衆議院本会議において可決・成立した。なお、障害者自立支援法は2006年4月1日より施行された。